# Mizagalla
Genre
Mizagalla est un genre fossile d'araignées aranéomorphes de la famille des Dictynidae.

## Distribution
Les espèces de ce genre ont été découvertes dans de l'ambre de la mer Baltique. Elles datent du Paléogène.

## Liste des espèces
Selon The World Spider Catalog 17.0 :
- †Mizagalla quattuor Wunderlich, 2004
- †Mizagalla tuberculata Wunderlich, 2004

## Publication originale
- (en) Wunderlich, 2004 : Fossil spiders of the family Dictynidae s. l., including Cryphoecinae and Hahniinae in Baltic and Dominican amber and copal from Madagascar, and on selected extant Holarctic taxa, with new descriptions and diagnoses. Beiträge zur Araneologie, vol. 3, p. 1380–1482.